# Ökna församling
Ökna församling var en församling i Växjö stift och Vetlanda kommun. Den 1 januari 2010 uppgick församlingen i Alseda församling.
Församlingskyrka var Ökna kyrka.

## Administrativ historik
Församlingen bildades genom en utbrytning ur Alseda församling på 1500-talet.
Församlingen var från omkring 1560 annexförsamling (kapellförsamling till 1766) i pastoratet Alseda, Skede och Ökna, som 1962 utökades med Karlstorp och 1992 med Skirö. År 2010 uppgick församlingen i Alseda församling.
Församlingskod var 068516.

## Klockare och organister
| Ämbetstid | Namn            | Levnadstid | Övrigt                |
| --------- | --------------- | ---------- | --------------------- |
| 1786-1790 | Johan Kullberg  | 1740-      | Klockare              |
| 1815-1823 | Samuel Kullberg | 1776-1823  | Klockare              |
| 1826-1875 | Jonas Ahlgren   | 1803-      | Organist och klockare |